# São José do Barreiro (kommun)
São José do Barreiro är en kommun i Brasilien.   Den ligger i delstaten São Paulo, i den sydöstra delen av landet, 800 km söder om huvudstaden Brasília. Antalet invånare är 4 097.
Följande samhällen finns i São José do Barreiro:
- São José do Barreiro

I omgivningarna runt São José do Barreiro växer i huvudsak städsegrön lövskog. Runt São José do Barreiro är det mycket glesbefolkat, med 7 invånare per kvadratkilometer.